# Gustav Heim
Gustav F. Heim (Schleusingen (Turingia), 8 de maig, 1879 - Nova York (Estats Units), 30 d'octubre, 1933) va ser un trompetista i intèrpret de corn, alemany.

## Vida i treball
Gustav Heim va néixer a Schleusingen a Turíngia, Alemanya, i va emigrar als Estats Units als 25 anys. Allà va ser trompetista principal de l'Orquestra Simfònica de St. Louis durant dos anys abans de traslladar-se a l'Orquestra de Filadèlfia per a la temporada 1905–1906. Després es va traslladar a Boston, on va tocar per a l'Orquestra Simfònica de Boston durant 14 anys.
Va deixar aquest càrrec després d'una vaga el 1920 i posteriorment va tocar durant curts períodes amb l'Orquestra Simfònica de Detroit, la Societat Filharmònica de Nova York, l'Orquestra de Cleveland i l'Orquestra Filharmònica de Nova York.
Gustav Heim es va fer conegut per desenvolupar l'embocadura de trompeta que porta el seu nom, la boca de Heim. Això va ser utilitzat per molts trompetistes coneguts, com Miles Davis.